# 東京Port City竹芝

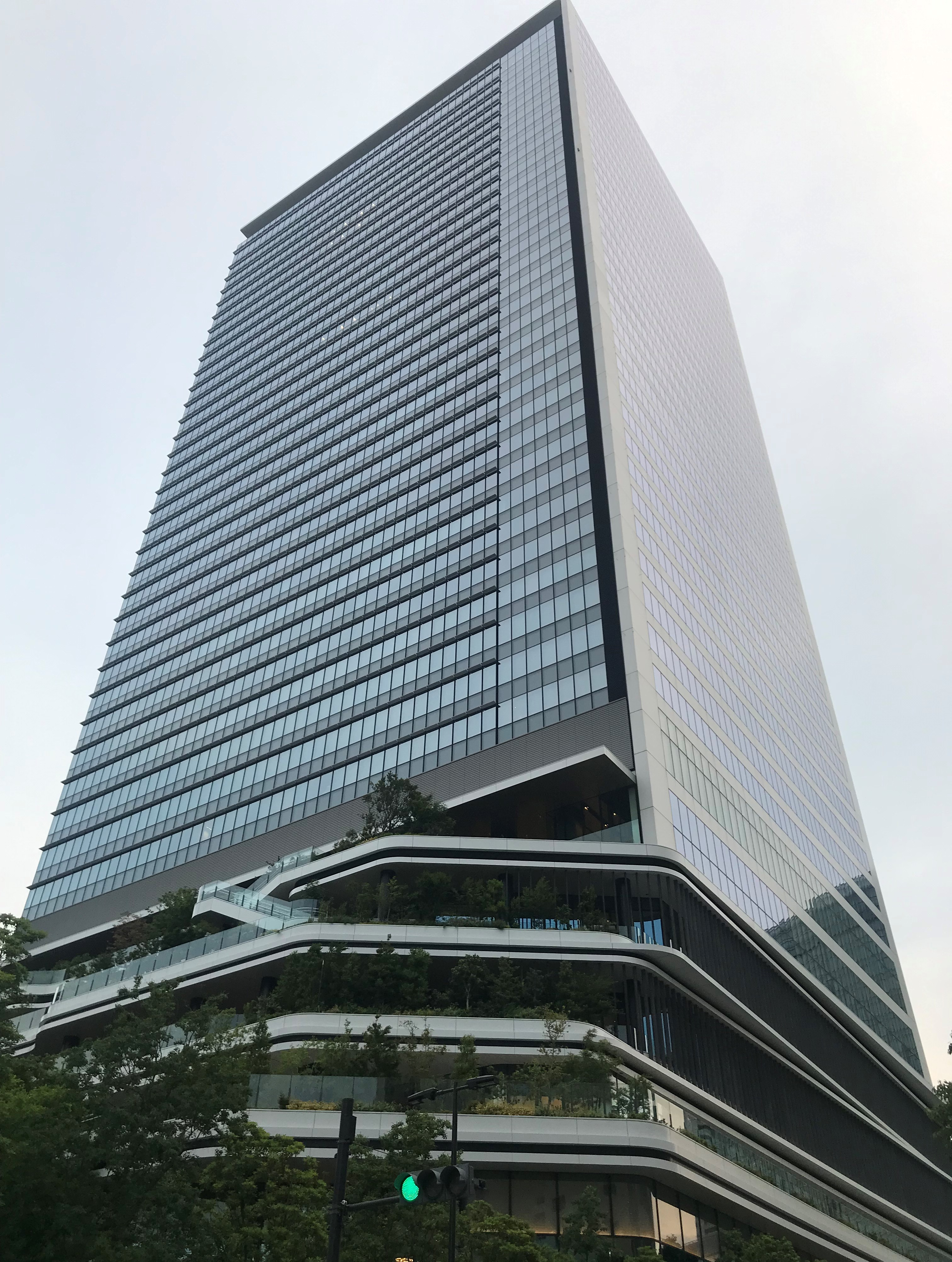

東京Port City竹芝（日语：東京ポートシティ竹芝、よこはまゲートタワー）是位於日本東京都港區海岸一丁目的一座綜合設施，開業於2020年9月14日。軟銀集團及軟銀總部位於該建築內。

## 外部連結
- 東京ポートシティ竹芝（TOKYO PORTCITY TAKESHIBA）
- 東京ポートシティ竹芝レジデンスタワー （页面存档备份，存于） - 東急住宅リース